# Elle Italie
Pour les articles homonymes, voir Elle.
Elle est un magazine hebdomadaire italien féminin créé en 1987. C'est la déclinaison italienne de la revue hebdomadaire française Elle.

## Historique

### Fondation
Lancé en 1987 par Lagardère Active, depuis renommé Lagardère News, le magazine Elle dans sa version italienne est à ses débuts une revue mensuelle.
De 2004 à 2018, la rédactrice en chef de la revue est Danda Santini. Après son départ pour iO Donna, c'est Elena Mantaut qui lui succède de manière provisoire à la tête de la revue.

### Transformation en hebdomadaire
En 2018, la revue devient une publication hebdomadaire, ce qui en fait la première édition non-française parmi les 45 existant alors à passer à une parution à la semaine. Ce passage s'accompagne de l'arrêt de la diffusion de la revue Gioia (it).
Ce passage à la diffusion hebdomadaire est aussi l'occasion d'un renouvellement de la gouvernance, avec la nomination de Maria Elena Viola au poste de rédactrice en chef.

## Diffusion
En mai 2019, le magazine est diffusé à 172 932 exemplaires.
Outre la diffusion papier, les contenus éditoriaux sont très suivis en ligne. En mai 2022, 480 000 lectrices sont abonnées sur Internet, le magazine compte 826 000 abonnées sur Instagram, plus de 425 000 sur Facebook, et sept millions de visiteurs uniques sur le site.